# 聯邦中心西南區站
聯邦中心西南區站（英語：Federal Center SW station）是一個位於美國華盛頓特區西南區西南聯邦中心的華盛頓地鐵車站。車站在1977年7月1日啟用，由華盛頓都會區交通局營運，位於藍線、橙線和銀線。車站位於第3街和D街。

## 歷史
早期地圖將此站命名為美國之音站，以一個街區外的公營廣播服務命名。1971年9月，健康教育及福利部部長伊律·理查森建議採用現有名稱，指「美國之音是西南地區最小的機構」。車站在1977年7月1日啟用。它的啟用接通了11.8英里（19.0）公里來往國家機場和RFK體育館。橙線列車在路線通車的1978年11月20日啟用。銀線列車自2014年7月26日起開始停靠。

## 車站結構

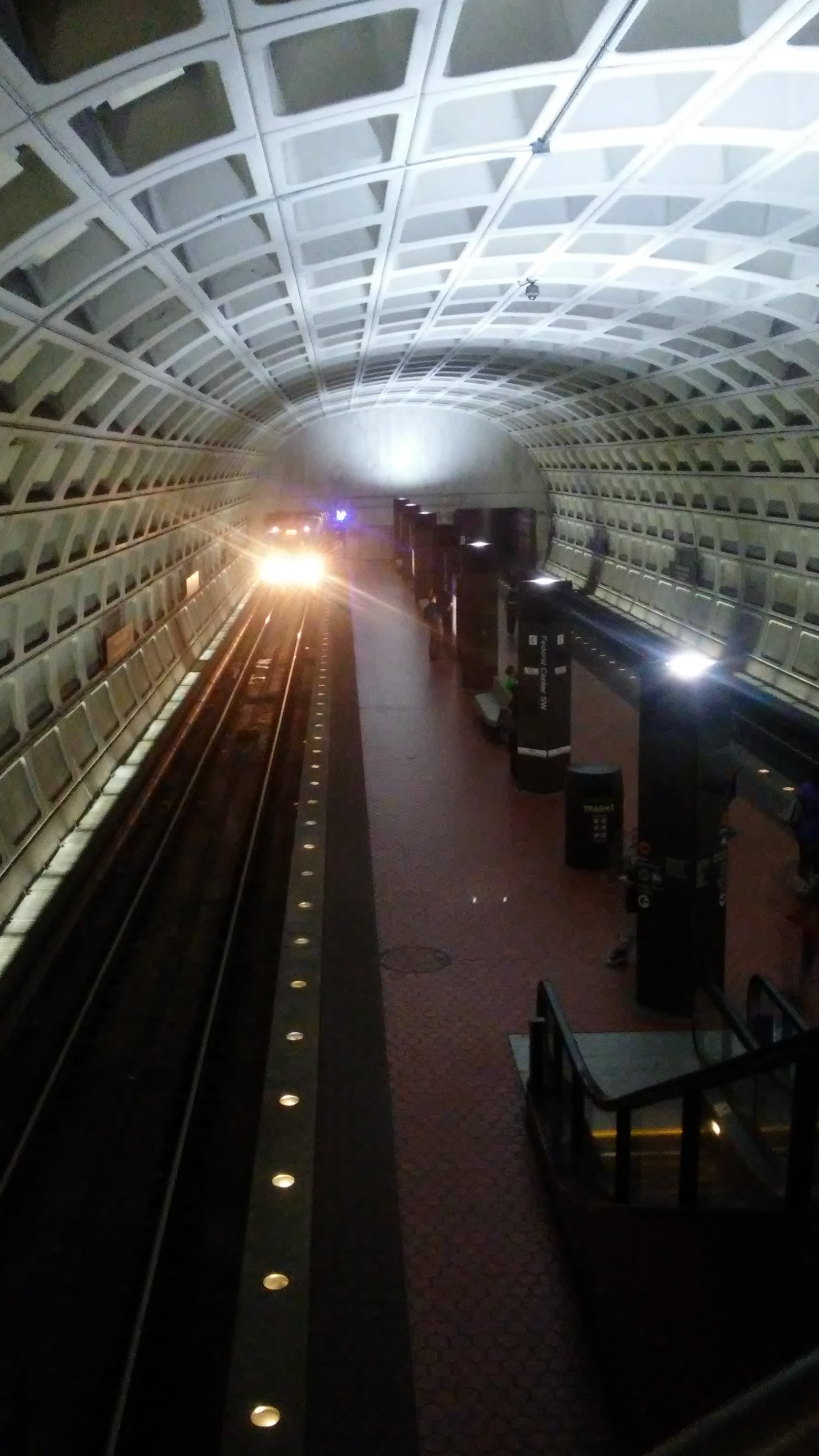
3000型銀線列車在2018年1月開抵聯邦中心西南角站

| G        | 街道層             | 出入口                                                                             |
| M        | 夾層               | 單向閘機、售票處、車站詢問處                                                       |
| P 月台層 | 西行               | 往法蘭克尼亞-春田（朗方廣場） · 往維也納（朗方廣場） · 往威勒-里斯頓東（朗方廣場） |
| P 月台層 | 島式月台，左側開門 |                                                                                    |
| P 月台層 | 東行               | 往拉戈鎮中心（國會大廈南） · 往新卡羅頓（國會大廈南）                              |

## 外部連結
维基共享资源上的相關多媒體資源：聯邦中心西南區站
- WMATA: Federal Center SW Station （页面存档备份，存于）
- StationMasters Online: Federal Center SW Station
- The Schumin Web Transit Center: Federal Center SW Station
- 3rd Street entrance from Google Maps Street View （页面存档备份，存于）

38°53′06″N 77°00′56″W / 38.88499°N 77.01558°W